# ریوسوکه شیندو
ریوسوکه شیندو (انگلیسی: Ryosuke Shindo؛ زادهٔ ۷ ژوئن ۱۹۹۶) بازیکن فوتبال اهل ژاپن است.
از باشگاه‌هایی که در آن بازی کرده‌است می‌توان به باشگاه فوتبال کونسادول ساپورو اشاره کرد.